# Temple Kaiyuan (Jingzhou)
Pour les articles homonymes, voir Temple Kaiyuan.
Le temple Kaiyuan (chinois simplifié : 开元观 ; pinyin : kāiyuán guàn), est un temple taoïste situé dans le jardin du musée d'histoire de Jingzhou, dans le district de Jingzhou, ville-préfecture de Jingzhou, province de Hubei, en République populaire de Chine.
Le liste est inscrit en 2006 dans la 6e sites historiques et culturels majeurs protégés au niveau national, sous le numéro de catalogue 661.

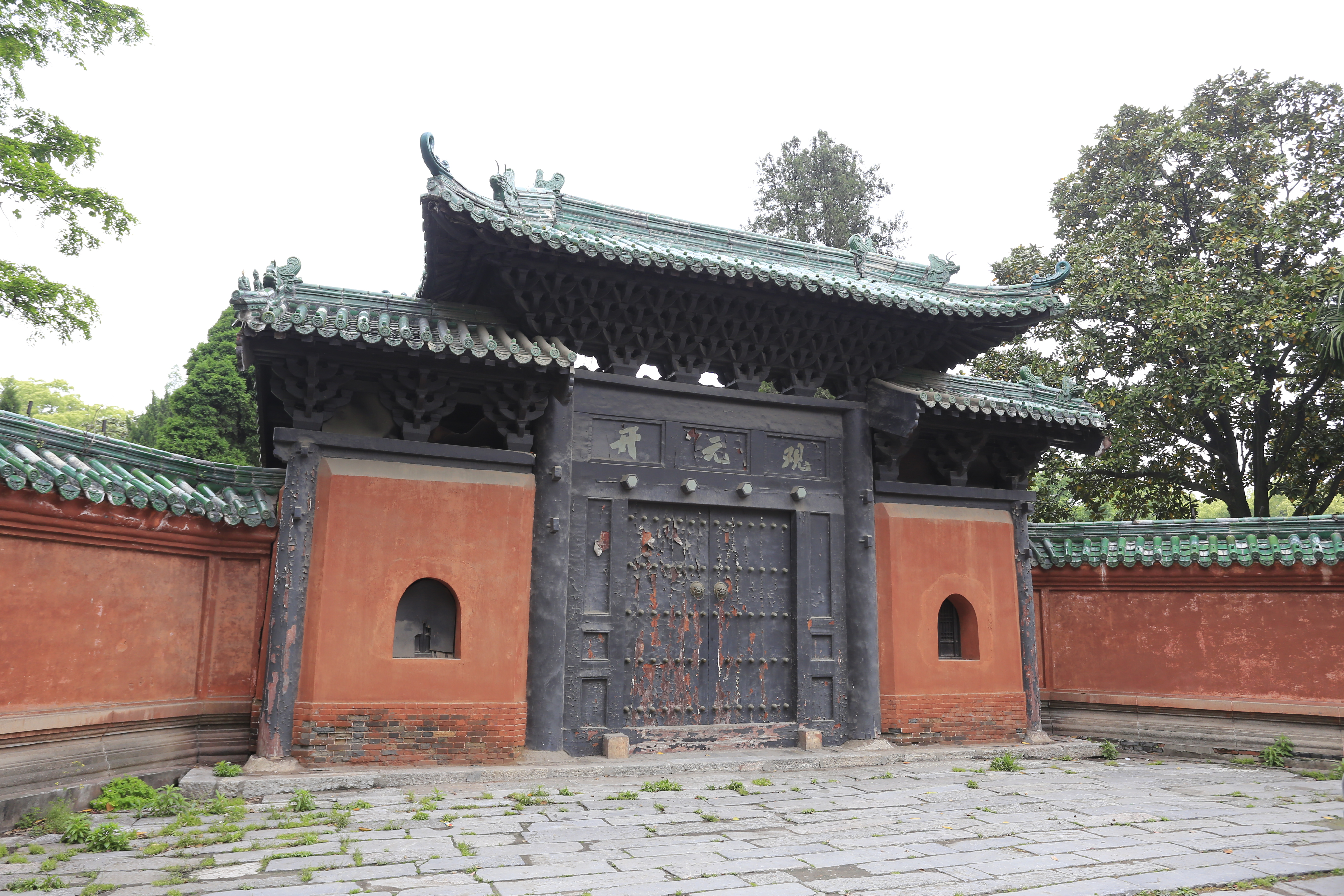
Portail du temple, extérieur
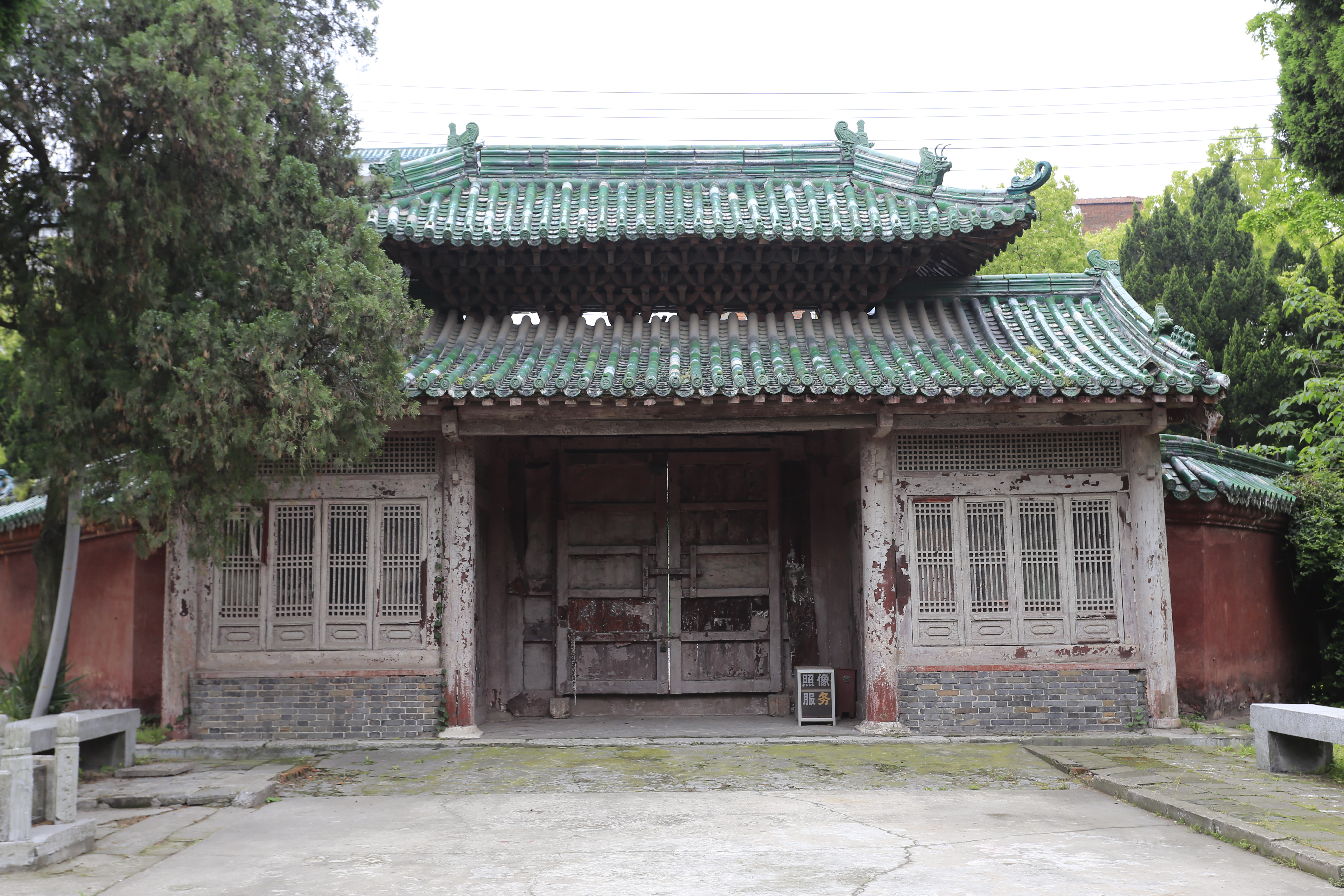
Partie intérieure du portail
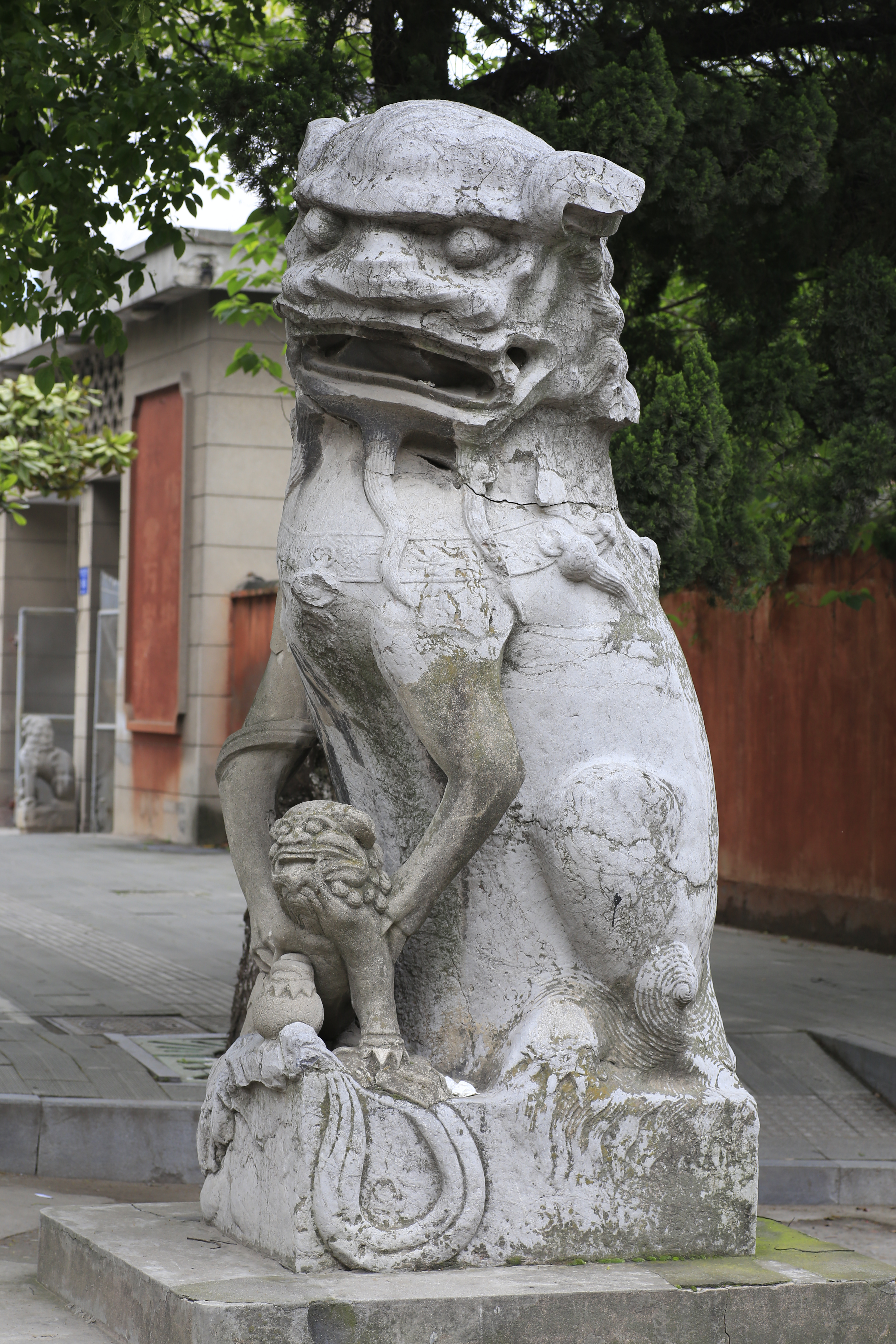
Lion protecteur
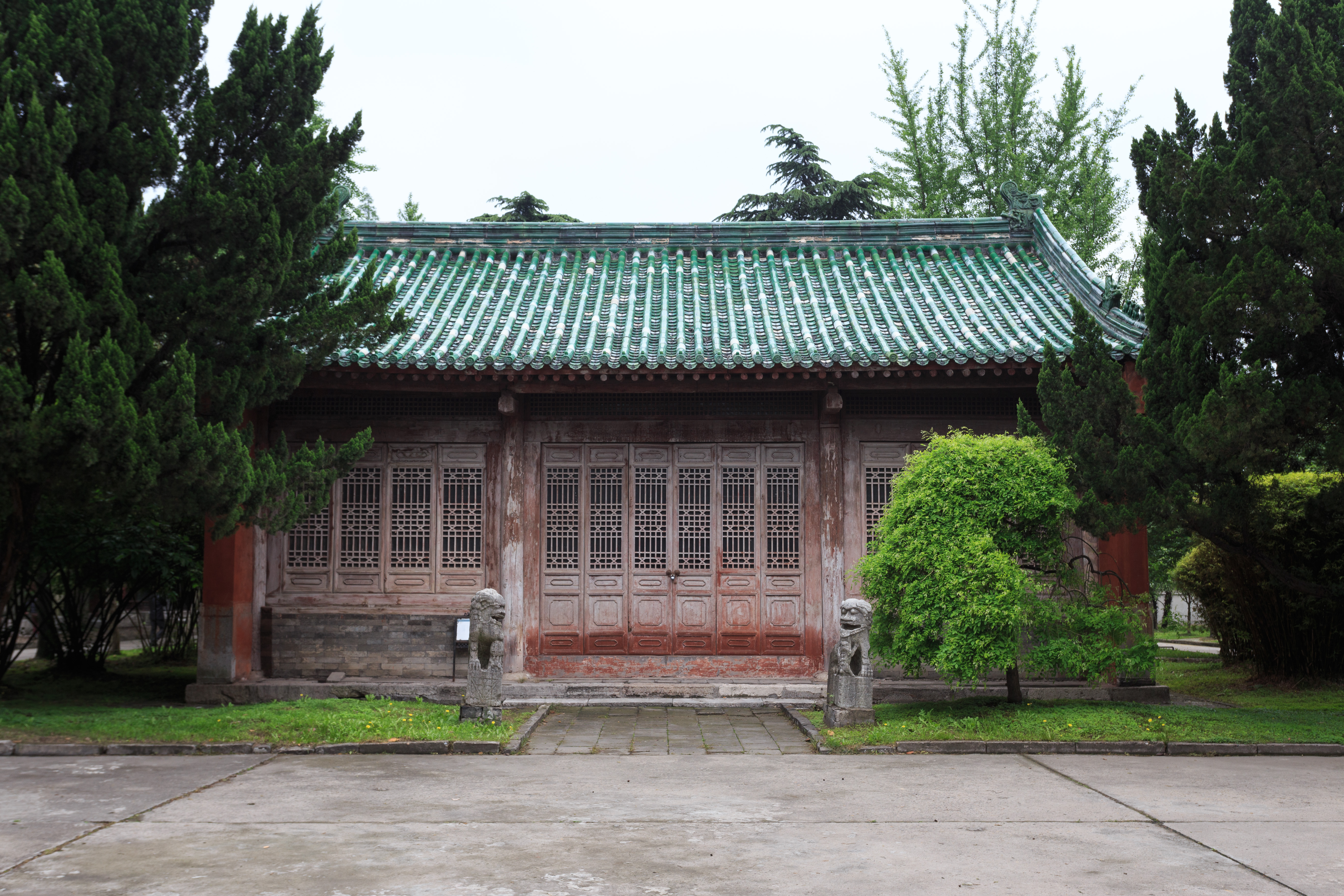
Bâtiment
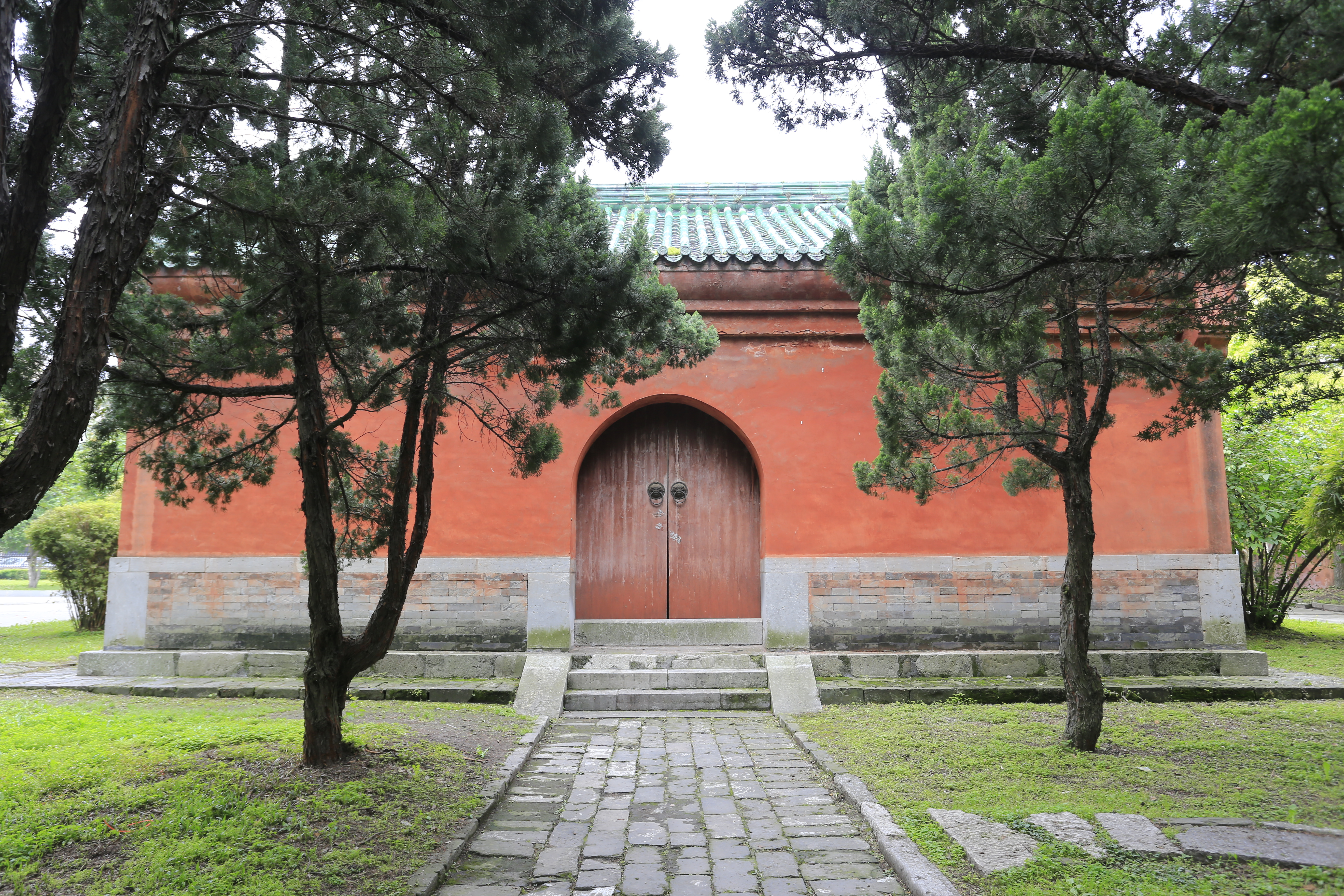
Bâtiment
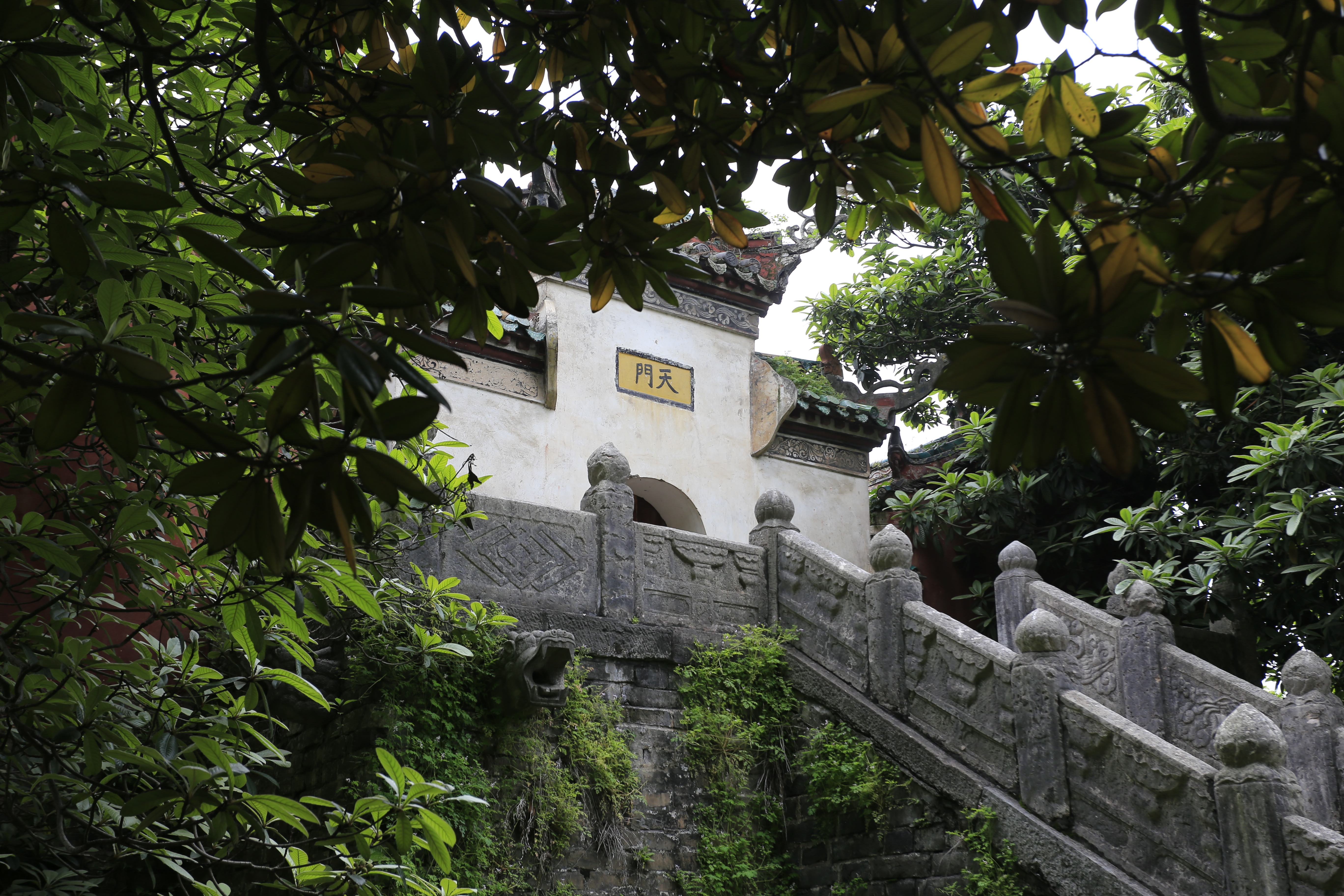
Porte du ciel (天門)
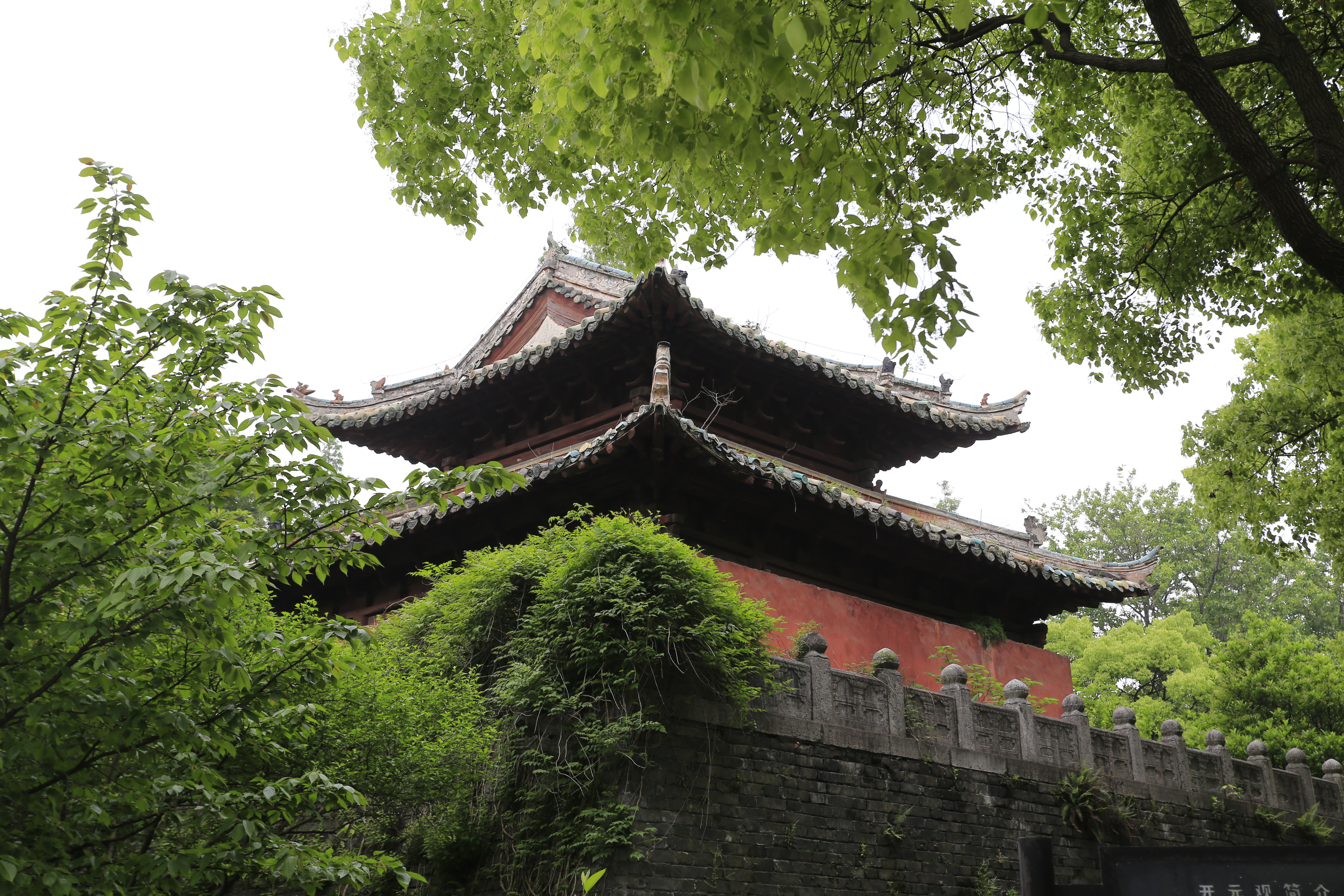
Tour
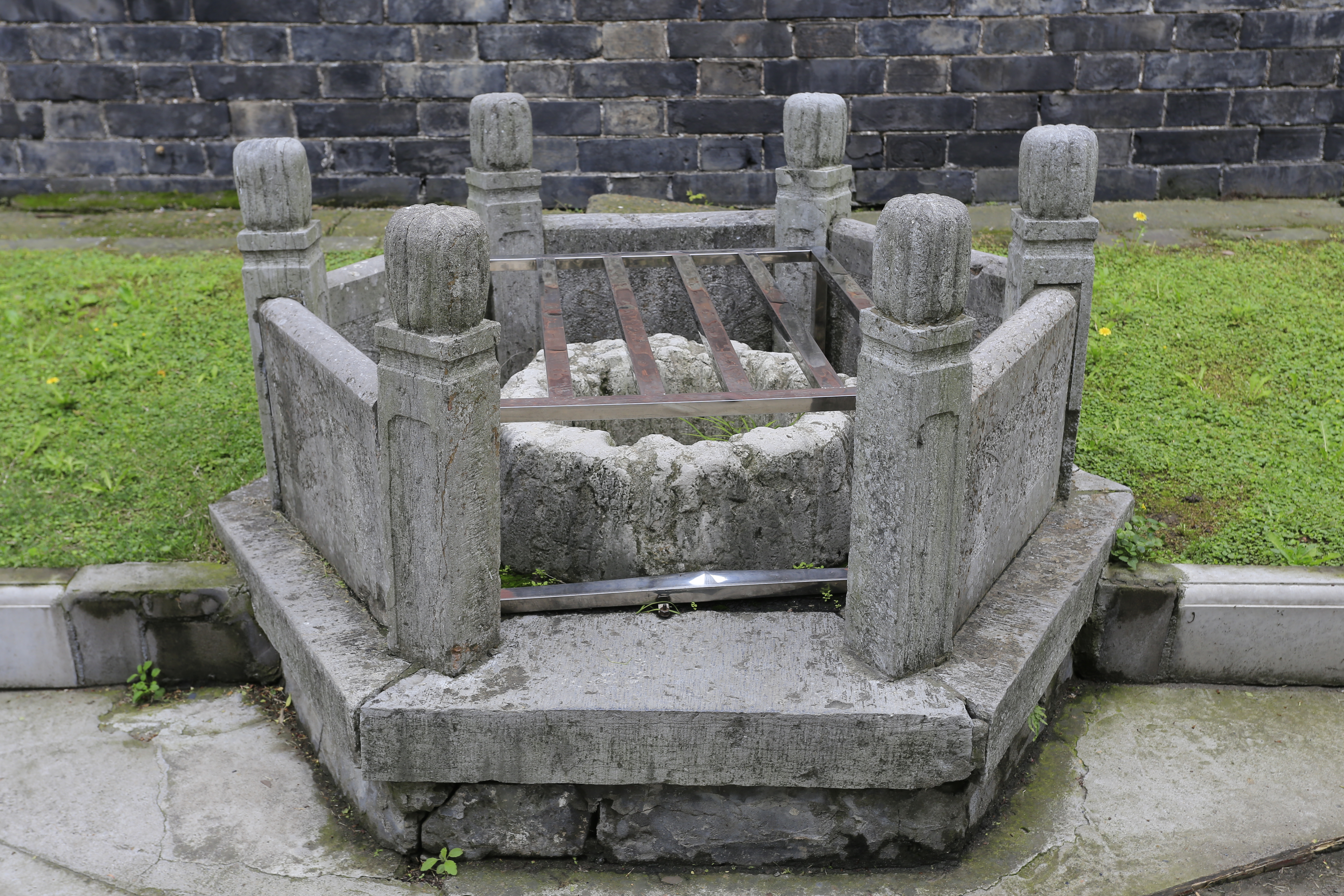
Ancien puits

## Personnalités liées
Song Ruzhi, peintre de cour sous le règne de l'empereur Song Lizong, devient moine toîste et se retire au Kaiyuan guan pour ne pas servir la dynastie suivante, les Yuan.